# Serica klapperichi
Serica klapperichi är en skalbaggsart som beskrevs av Frey 1972. Serica klapperichi ingår i släktet Serica och familjen Melolonthidae. Inga underarter finns listade i Catalogue of Life.